# Pimlico (métro de Londres)
Pour les articles homonymes, voir Pimlico (homonymie).
Pimlico (en anglais : Pimlico Underground Station), est une station de la Victoria line, en zone Travelcard 1. Elle est située sur la Bessborough Street, à Pimlico dans la cité de Westminster.

## Histoire
La création de la station a été souhaitée seulement après que l'extension de la Victoria line à Brixton soit autorisée en 1967. L'extension a ouvert en 1971, mais la station n'était pas finie et n'a ouvert que le 14 septembre 1972. Avant 2006, le bâtiment situé au-dessus de la station, était utilisé par l'Office for National Statistics.

## Services aux voyageurs

### Desserte

Installations et desserte
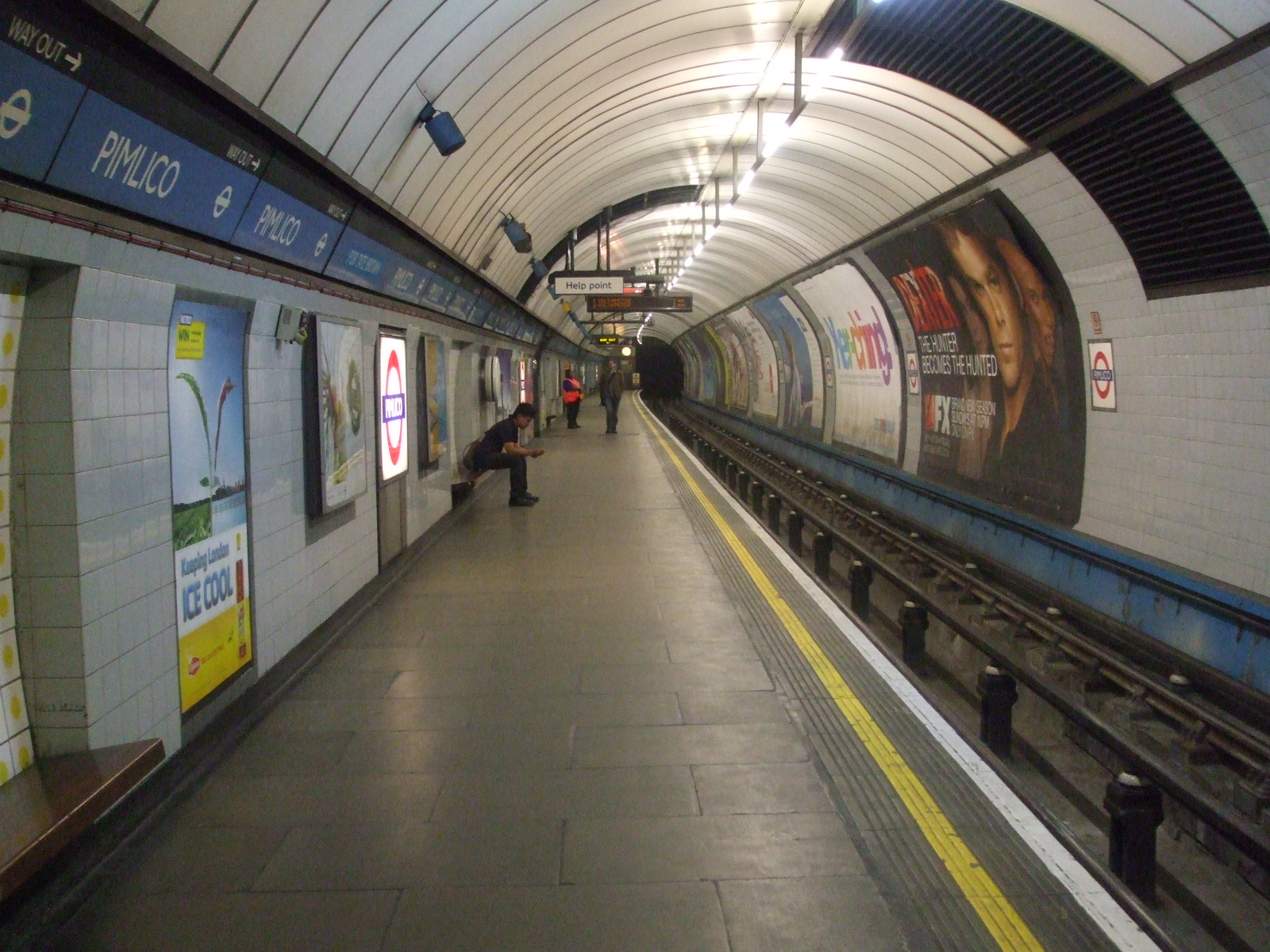
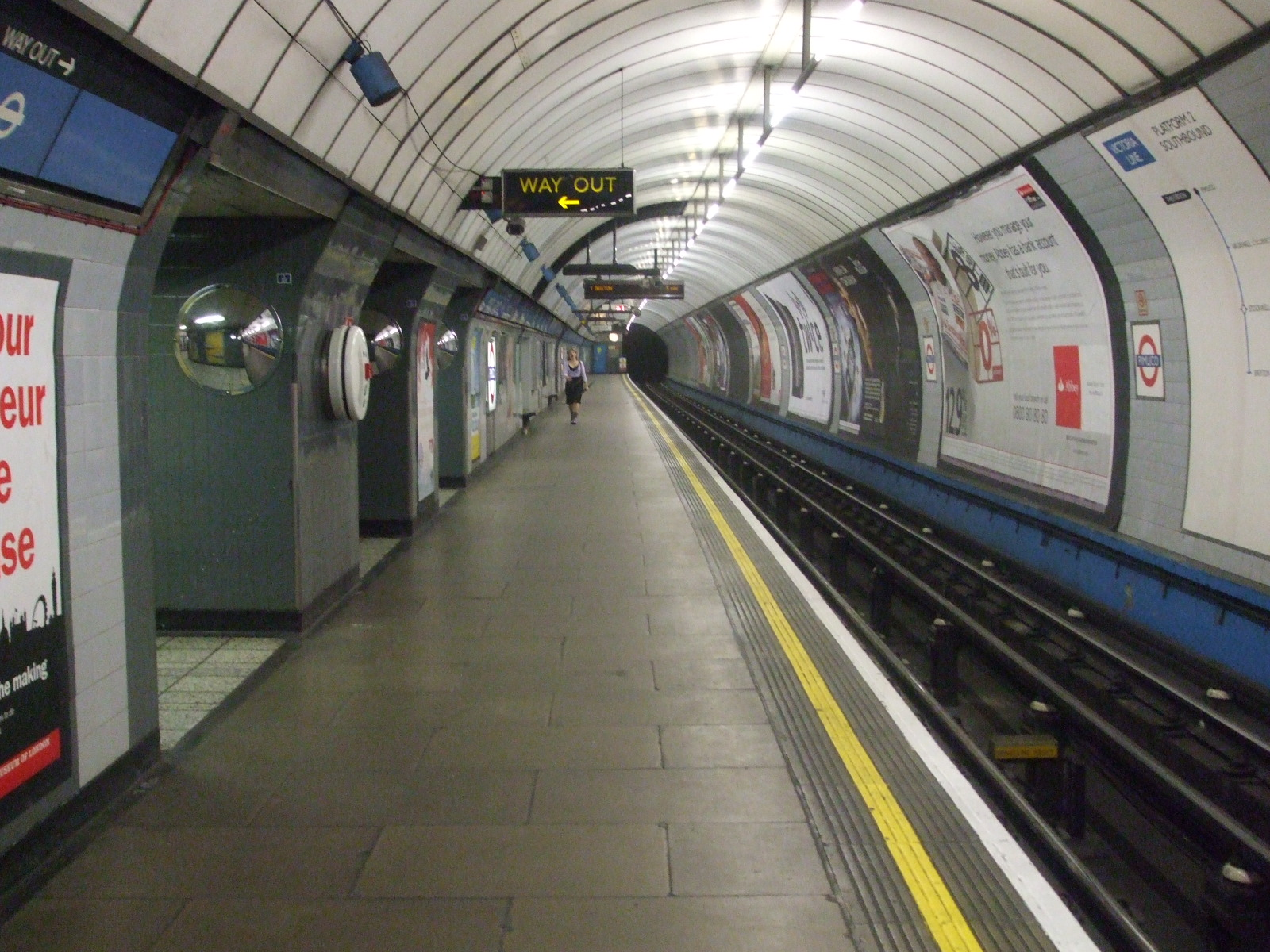
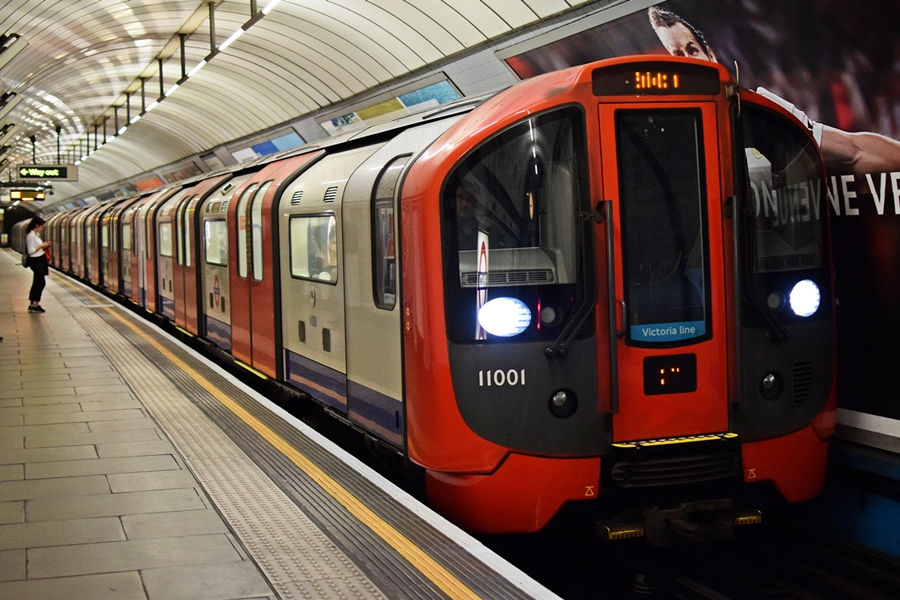

## À proximité
- Pimlico
- Cité de Westminster
- Tate Britain
- Vauxhall Bridge
- Ambassade de Lituanie en Londres